# 2008年澳門勞動節遊行

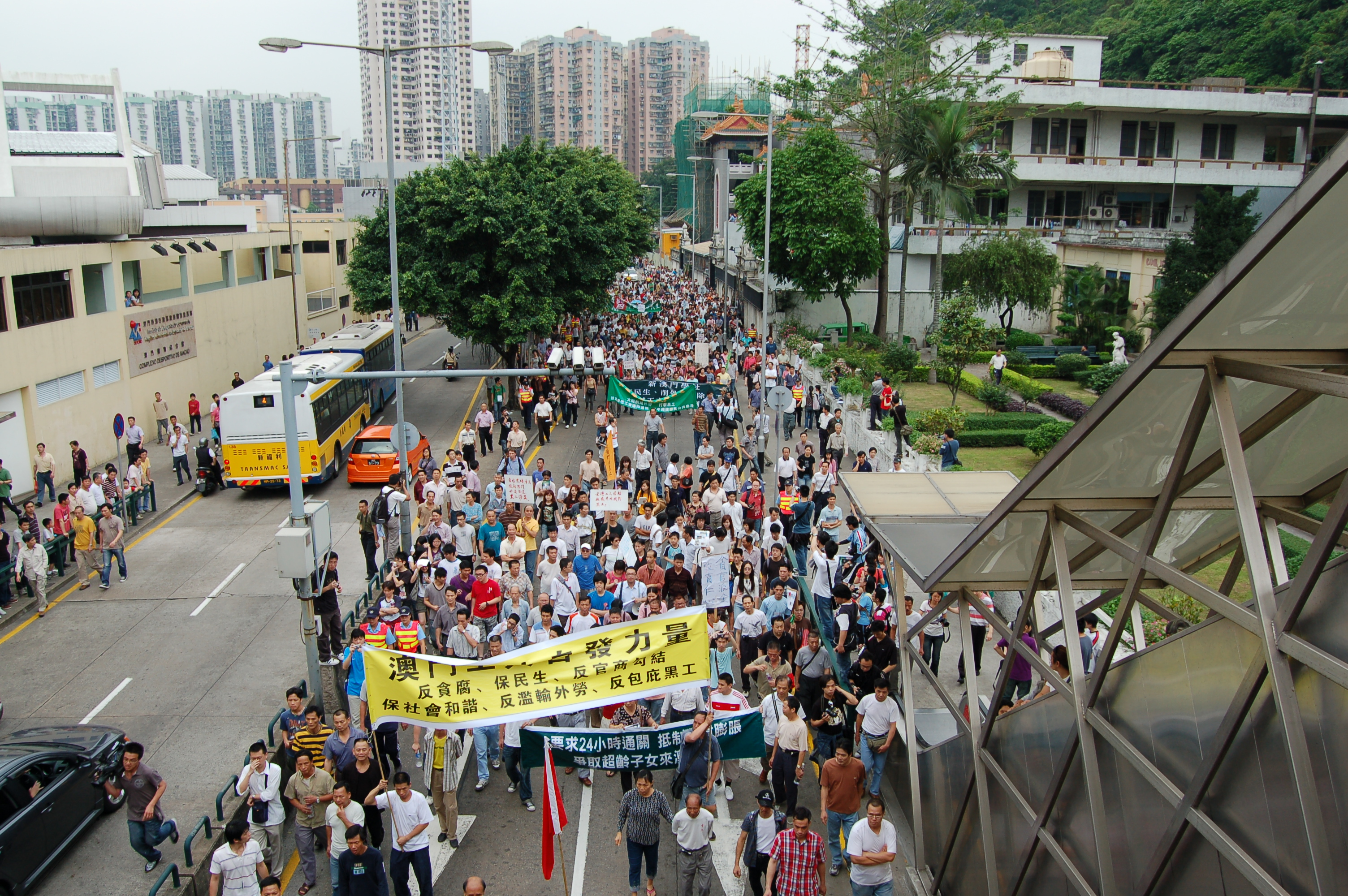
2008年5月1日下午3:08，遊行隊伍行至提督馬路與美副將大馬路交界行人天橋處（2007年澳門勞動節遊行警員開槍處）

2008年澳門勞動節遊行發生在2008年5月1日下午，由三名市民發起，以澳門賭權開放後的社會經濟問題為訴求。由於去年的遊行發生過槍擊事件，又適逢2008年夏季奧林匹克運動會聖火傳遞，遊行再一次成為社會的關注點。

## 背景
自博彩業在2002年開放以來，澳門經濟增長驕人，但原來的社會問題未有解決之餘，新的問題又出現。受到人民幣兌美元匯率上升的影響，與後者間接掛鉤的澳門元在購買內地產品時失去昔日優勢，令原來已受國際糧價、油價影響的澳門市民百上加斤。政府在3月和4月先後推出多項措施，其中向所有持有澳門居民身份人士一次性派發五千元及三千元，為各地所注目。
另外，由於去年遊行的影響，美國駐香港總領事館在4月23日發出旅遊警告。

## 遊行的組織
在五一遊行前的一段時期，一個以李少坤為領袖的、名為「工人民生力量籌備委員會」的組織多次發起保障民生的遊行，但參加者不多。他們又在遊行前夕，把新興工會經常使用的場地三角花園和祐漢公園佔用，後來更宣佈在五一當日舉行「支持奧運的遊行」。其他部份工會人士（例如利建潤）則轉移至香港。另外《澳門勞動報》則反對遊行。
4月27日，包括一名吳姓女子在內的三名市民宣佈已去信知會民政總署將於五一當日遊行。而在歷年五一遊行中扮演參與角色的新澳門學社則於4月29日宣佈將於五一當日在祐漢公園舉行集會，重點呼籲關注勞工法修改，重申勞工立法不容倒退，同時，要求政府重點回應草根勞工階層的逼切訴求，並表示願意與五一遊行發起者分享場地。

## 遊行當日
在遊行前一日晚上，警方宣佈遊行的起點由三角花園改為鴨涌河公園。當日下午一時，新澳門學社如期舉行集會。發起遊行的其中兩名市民抵達現場後遊行開始。遊行隊伍首先經黑沙環海邊馬路，遇到支持奥运聖火的隊伍。在經過三角花園時，又遇到李少坤的隊伍，後者亦加入。
遊行隊伍此後經提督馬路、高士德大馬路、士多紐拜斯大馬路（吳姓女子在塔石廣場加入遊行，並表示較早前在拱北口岸被扣留九小時，另有澳娛前員工以「澳門工人權益關注協會」名義組織之隊伍在華士古達嘉馬花園加入）、東望洋街、水坑尾街、約翰四世大馬路、蘇亞雷斯博士大馬路，至4時10分抵達政府總部前。代表向政府代表遞交請願信後和平散去。警方表示派出予250名警員維持秩序，並指有800人參加，而主辦者則指有約1000人參與。

## 媒體報導
與去年遊行相比，各地媒體的報導編幅明顯減少，相信是與奧運聖火即將在港澳地區傳遞有關。至5月2日，只有香港《明報》有比較深入的報導，亦只有其與《蘋果日報》有提及吳姓女子被扣留一事。境外媒體亦只有自由亞洲電台報導香港五一遊行時提及。

## 評論
參加遊行的立法議員吳國昌認為，參加集會及遊行人數比預期多，反映部份居民知道政府至今未實質解決多項問題，包括本地居民就業保障及貪污腐敗等。